# 1839
1839 (số La Mã: MDCCCXXXIX) là một năm thường bắt đầu vào thứ Ba trong lịch Gregory.

## Sự kiện
4 tháng 9 - Chiến tranh nha phiến lần thứ nhất bắt đầu.

## Sinh
- 5 tháng 8 – Nguyễn Phúc Hồng Nghĩ, tước phong Hương Sơn Quận công, hoàng tử con vua Thiệu Trị (m. 1864).
- 10 tháng 11 – Nguyễn Phúc Trinh Tĩnh, phong hiệu Bái Trạch Công chúa, công chúa con vua Minh Mạng (m. 1909).
- 11 tháng 12 – Nguyễn Phúc Miên Sách, hoàng tử con vua Minh Mạng (m. 1856).
- Không rõ – Nguyễn Phúc Thanh Cát, phong hiệu Quảng Thi Công chúa, công chúa con vua Thiệu Trị (m. 1879).

## Mất
- 23 tháng 11 – Hồ Thị Tùy, phong hiệu Ngũ giai An tần, phi tần của vua Minh Mạng (s. 1795).